# 都市国家
都市国家（としこっか、英語: City-state）または市国（しこく）は、一つの都市とその周辺地域が、独立した政体や文明として一つとなり、まとまった形態をなす小国家を表す。
明確な要件、定義はないが、現代ではシンガポールやモナコを指す。

## 歴史

### 古代における都市国家
まず、人間は、肉食動物からの捕食を避け食料の調達を容易にするために集団（集落）を形成した。集落の構成員は、集落内部の秩序を維持するために、不文法を定立し、物理的強制力（権力）をもって不文法への服従を構成員に強いた。すなわち、不文法に違反し秩序を乱した者に刑罰を科しており、集落は主権（統治権）を有する政治社会として機能した。当初は食糧を求めて移動生活を送っていたため、集落の規模も最小限であったが、やがて農業や牧畜の発展により1か所に定住するようになり、集落の規模も大きくなり、都市を形成した。
最初に農業を行ったとされる人間は、古代オリエントのメソポタミア文明におけるシュメール人であり、彼らが最初の都市国家を築いた。都市の中心に神殿を持ち、集落の周りに城壁を築き、城壁外の農地や牧地とともに独立した国を形成していたシュメール文明の都市国家群がその原初的な形態である。
アテナイなどの古代ギリシアの小国家群や古代ローマ、古代インド（インダス文明）、古代中国（黄河文明、中国語では「國」「邦」「邑」と呼ばれた）など、古代には世界各地で見られる。
初期の都市国家は、都市周辺の農地・牧地において食をまかなう自給体制であったが、隣接する都市国家どうしでの交易がはじまると、交易に専従し、都市生活者の食をまかなうのに十分な農地・牧地を持たない都市国家も成立した。
人間が都市国家を形成する時代になっても、都市国家に参加しない人々もいた。古代中国においては、そういう人々は野人と呼ばれた。
一般に都市国家群の国際関係においては、強大な都市国家が弱小な都市国家を従属させたり、相互に同盟を結んだりすることで、密接な結合を持つようになる傾向がある。こうして形成された都市国家の連合は、古代ギリシアにおいてアテナイが盟主となって加盟する都市国家を従属させたデロス同盟がよく知られている。殷、西周、春秋時代の王や覇者を中心とした秩序もこうしたものであった。アメリカ大陸のマヤ文明諸都市も、アステカによって統合された。
都市国家の連合によるネットワーク型の国際秩序は、時として様々な内的、外的要因により領域国家に転換する。都市国家連合が完成すると、都市外部であっても連合の内部においてはある程度の秩序が生まれ、治安が保たれ、都市国家とは無縁に生活する人々も都市国家連合の中に組み込まれていくこととなる。地中海世界におけるローマ帝国、イラン高原からメソポタミア、東地中海世界を統治したアケメネス朝、東アジアにおける戦国時代の諸王（戦国七雄）の統治下の諸国やそれらを統合した秦、漢帝国といったものがそれである。こうした転換の結果、都市国家は単なる地方単位（中国語では「県」という）になっていった。日本の大和朝廷の成立も、弥生時代の都市国家の連合が、領域国家へ転換したと見ることができる。

### 中世における都市国家

中世以降の西欧では城郭都市をかたどった城壁冠が自治の象徴とされる。

古代における都市国家が周辺の農地・牧地と一体のものであったのに対し、中世におけるヨーロッパの都市国家の多くは、自給自足に足る程の農地や牧地を持たず、それ以外の産業、具体的には商工業に従事する人口を抱えるようになった。それら都市国家は、領域国家間の交易の仲介や、手工業品の輸出によって成立していた。つまり、領域国家の成立後に、それら領域国家の存在を前提として、都市が国家として独立して生まれたのが、中世の都市国家である。
一方で、周辺の領土や都市外で活動する帰属民、飛び地や海外の植民地を抱える、比較的広大な勢力圏を有する都市国家も存在した。
ヴェネツィア共和国などのイタリアの小国家群、神聖ローマ帝国の帝国都市などが、中世ヨーロッパの都市国家の例として挙げられる。
このような都市国家が成立した背景としては、当時のヨーロッパが封建社会で農業経済を前提としていた事から、商工業を基盤とするには、それとは異なる国家機構が必要だったからである。16世紀以降の絶対王政への移行とともに、封建諸侯同様に都市国家も王権の元に組み込まれるようになっていったが、それでも後述の通り近現代まで存続した場合も多かった。
日本における堺や博多なども、ほぼ完全な自治を行っていた点に鑑みると、中世ヨーロッパの都市国家に相当する地域であったと考えられる。ヨーロッパの都市国家が王権の元に組み込まれていったのと同様、堺や博多も織田信長や豊臣秀吉の天下統一事業の過程で、自治を失った。

### 近代、現代における都市国家
ヨーロッパの都市国家の多くは、ドイツ統一、イタリア統一運動によって、領域国家の機構の中に組み込まれた（ドイツの場合は、それ以前のナポレオンの占領によって、帝国自由都市としての地位を失っている）。
それでも第一次世界大戦後にはダンツィヒが国際連盟保護下の都市国家である自由市（自由都市ダンツィヒ）となり、フィウーメやバトゥミも短期間だが自由市とされた。第二次世界大戦後には、トリエステが国際連合の管理下で都市国家（トリエステ自由地域）となることが決まったが実現しなかった。
現代ではシンガポール、モナコ等が挙げられる。アラブ首長国連邦を構成する首長国も、アブダビ以外の6か国は極めて狭小であり、都市国家に近い存在である。
主権国家ではないが、ドイツ連邦共和国を構成する連邦州であるハンブルクやブレーメン、中華人民共和国の特別行政区である香港やマカオ、ギリシャのアトス山において大幅な自治が認められているアトス自治修道士共和国等も、都市国家に近い存在である。ハンブルク、ブレーメンはナポレオンの占領下でも帝国自由都市の地位を失わなかった歴史を持ち、「自由ハンザ都市」という呼称もあり、正式名称も「自由ハンザ都市ハンブルク」「自由ハンザ都市ブレーメン」となっている。なお、連邦州としての「自由ハンザ都市ブレーメン」は、ブレーメン市とブレーマーハーフェン市の2都市からなる。また、ベルリンも市単独で州と同格の自治権を持つ点でハンブルク等と同様であるが、連邦首都も兼ねているため若干独立都市としての性格が見えにくくなっている。
また、厳密には都市国家とは言い難いが、面積が狭小なジブチ、ナウル、サンマリノも都市国家に準ずる国家であると見なされる場合もある。ジブチやサンマリノでは一国がほぼ首都の経済圏となっており、ナウルは小さなひとつの島で構成されているだけであるからである。ただし、ジブチやサンマリノでは小さいながらも首都以外の行政地区も存在する。逆にナウルでは、そもそも「都市」と呼べるほどの集落が存在しない。
バチカン市国も都市国家であるが、カトリック教会の総本山であり、他の都市国家とは性格が異なる、極めて特別な存在である。また行政区域としてはともかく、歴史的、地理的、生活圏としてはローマ市の一部であり、言わば都市国家未満の存在である。